# 牧野元

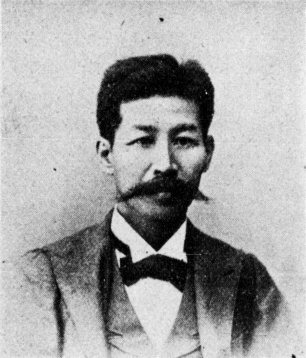
牧野元

牧野 元（まきの はじめ、文久元年3月12日（1861年4月21日） - 大正10年（1921年）1月25日）は、日本の衆議院議員（立憲政友会）、長野市長。

## 経歴
信濃国伊那郡鼎村（現在の長野県飯田市）出身。漢学を学び、1882年（明治15年）に下伊那郡全部町村聯合会議員に、1884年（明治15年）に鼎村戸長に就任した。1890年（明治23年）より長野県会議員を務め、1893年（明治26年）には県参事会員に、1899年（明治32年）に県会副議長に選出された。
1902年（明治35年）、第7回衆議院議員総選挙に出馬し、当選。以後、第8回、第9回と連続当選を果たした。
1910年（明治43年）、長野市助役に就任。翌年、長野市長に選出された。1921年、二期目在職中に病死した。